# Annapolis (Missouri)
Pour les articles homonymes, voir Annapolis (homonymie).
La ville d’Annapolis est située dans le comté d’Iron, dans l’État du Missouri, aux États-Unis. Sa population s’élevait à 345 habitants lors du recensement de 2010, estimée à 342 habitants en 2016.

## Source
- (en) Cet article est partiellement ou en totalité issu de l’article de Wikipédia en anglais intitulé « Annapolis, Missouri » (voir la liste des auteurs).